# Хайнрих I ван Куик
Хайнрих I ван Куик (на немски: Heinrich I von Kuik (Cuyk); на нидерландски: Hendrik I van Cuijk; на латински: Henrici de Cuck; * ок. 1070; † пр. 9 август 1108) от фамилията Дом Куик, е бургграф и господар на Утрехт.

## Биография
Той е син на Херман I фон Малсен, граф на Куик († ок. 1080) и Ида Булонска, дъщеря на граф Йосташ II дьо Булон († 1085) и принцеса Ида Лотарингска († 1113). Брат е на Андреас ван Куик († 1139), епископ на Утрехт (1128 – 1139), и на Гофрид († сл. 1135), който е духовник в Ксантен, а през 1131 г. избран за архиепископ на Кьолн, но не е признат от император Лотар III.
Хайнрих I наследява баща си ок. 1080 г. През 1129 г. той основава със синовете си Готфрид и Херман манастир Мариенвеерд.

## Фамилия
Хайнрих I се жени 1100 г. за графиня Алверадис фон Хохщаден (* ок. 1080 † сл. 2 май 1131), наследничка на Валдграфство Оснин, дъщеря на граф Герхард I фон Хохщаден и съпругата му Алайдис фон Викрат. Те имат децата:
- Готфрид I фон Малсен-Куик († сл. 1168), бургграф на Утрехт, от 1132 г. граф на Верл-Арнсберг
- Херман (II) фон Малсен († ок. 1167), граф на Куик, градски граф на Утрехт
- Алайдис, омъжена I. 1120 г. за Арнолд фон Роде († пр. 1131); II. 1133 г. за граф Адалберт фон Зафенберг-Бон-Норвених († сл. 1149/ок. 1152)
- Андреас († ок. 1165), провост на „Св. Петрус“, Утрехт (1155/1165)
- Ирмгард, омъжена за Дитрих фон Хорн († сл. 1134)